# Бахмач (танкер)
«Бахмач» — малий морський танкер проєкту 1844, який входив до складу Військово-морських сил України. Мав Бортовий номер U759.

## Історія
На початку 70-х років для постачання пально-мастильними матеріалами кораблів і суден на рейдах і в гаванях було прийнято рішення почати великосерійне будівництво танкерів вантажопідйомністю близько 500 тонн пр.1844 (проєкт виконаний в ЦКБ "Вимпел"). Серійне будівництво цих танкерів було розгорнуто на ССЗ в Херсоні та на ССЗ в Хабаровську з 1972 року, а також на єгипетській корабельні «Alexandria Shipyard». Всього до 1987 року було побудовано близько 26 суден цього проєкту і його модифікацій. Малий морський танкер проєкту 1844 був побудований в 1972 році на ССЗ ім. Комінтерну, або на «Alexandria Shipyard» під початковою назвою «ВТН-81», ввійшов в стрій і проходив службу на Чорноморському флоті ВМФ СРСР. У 1997 році судно «ВТН-81» був передано за договором про розподіл ЧФ Військово-Морським Силам України, отримавши при цьому назву "Бахмач". Тривалий час судно знаходилося в Севастополі не на ходу. Корабель було списано в 2013 році.